# ツァールスコエ・セロー
座標: 北緯59度43分24秒 東経30度24分57秒 / 北緯59.72333度 東経30.41583度

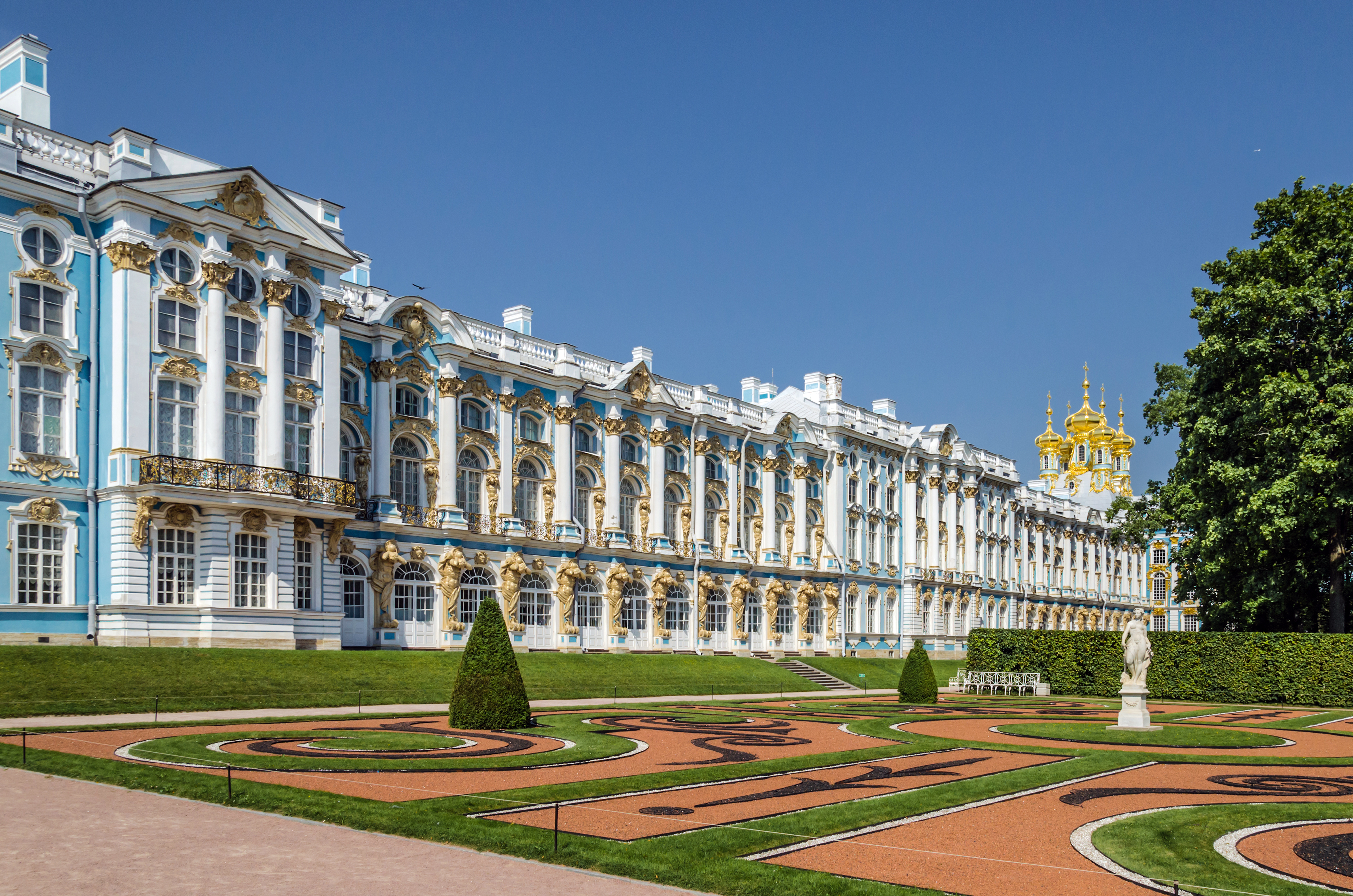
エカテリーナ宮殿と庭園

ツァールスコエ・セロー （ロシア語：Ца́рское Село́）は、サンクトペテルブルク中心区の南方24kmほどの位置にあるロシア皇帝の離宮、エカテリーナ宮殿などが集まる避暑地。かつてはプーシキン市だったが、現在はサンクトペテルブルク市プーシキン区となっている。サンクトペテルブルク歴史地区と関連建造物群の一つとして、世界遺産にも登録されている。

## 歴史
17世紀、この地はスウェーデン貴族のものであった。元のフィンランド語名は、よく"a higher ground"と訳されていた。これに反して、Max Vasmerはフィンランド語の地名より、地名は"saari"であるとした。とにかく、フィンランド語の名は、18世紀のロシア人に"Sarskoye Selo"と発音され、後に"Tsarskoye Selo"(皇帝の町)へと変化した。
1708年、ピョートル1世は、妻で後の女帝となるエカチェリーナ1世に、贈り物として屋敷を与えた。彼女はここに、生神女福音教会（ブラゴヴェシチェンスカヤ・ツェールコヒ、ロシア語: Благовещенская церковь）を1724年に建て、名をブラゴヴェシチェンスコエ（ロシア語: Благовещенское）へ変えた。しかし時の流れで、すぐに使われなくなった。
エカチェリーナ1世はこの地を皇帝の住まいとするための開発を始めた。彼女の娘であるエリザヴェータと建築技師のバルトロメオ・ラストレッリ は広くエカテリーナ宮殿の建設に責任を持った。後の女帝となったエカチェリーナ2世と建築技師のチャールズ・キャメロンは宮殿を、有名なCameron Galleryへと拡張した。 今では、バロック様式のCatherine Parkと隣接しているエカテリーナ宮殿と、Alexander Parkに隣接する新古典主義のアレクサンドロフスキー宮殿という2つの宮殿がある。エカテリーナ宮殿は、ダッチ・アドミラルティ、Creaking Pagoda、Chesme Column、Rumyantsev Obelisk、Marble Bridgeなどの建築物があり、フランス式庭園とイギリス式庭園で囲まれている。Alexander Parkにはいくつかのシノワズリ様式の建築物があり、中国村となっている。
18世紀の終わりまでに、ツァールスコエ・セローは貴族の間で夏の住まいとして人気のある場所になった。エカチェリーナ2世が1770年にソフィア(ドイツ語でSophie)として建てた、ツァールスコエ・セローの南に護衛部隊は配置されていた。 スコットランドの建築家チャールズ・キャメロンにデザインされた、新古典主義の５つのドームで構成される昇天宮殿が この地域の重要な遺跡となっている。1808年にソフィアとツァールスコエ・セローは一つの町に統合された。

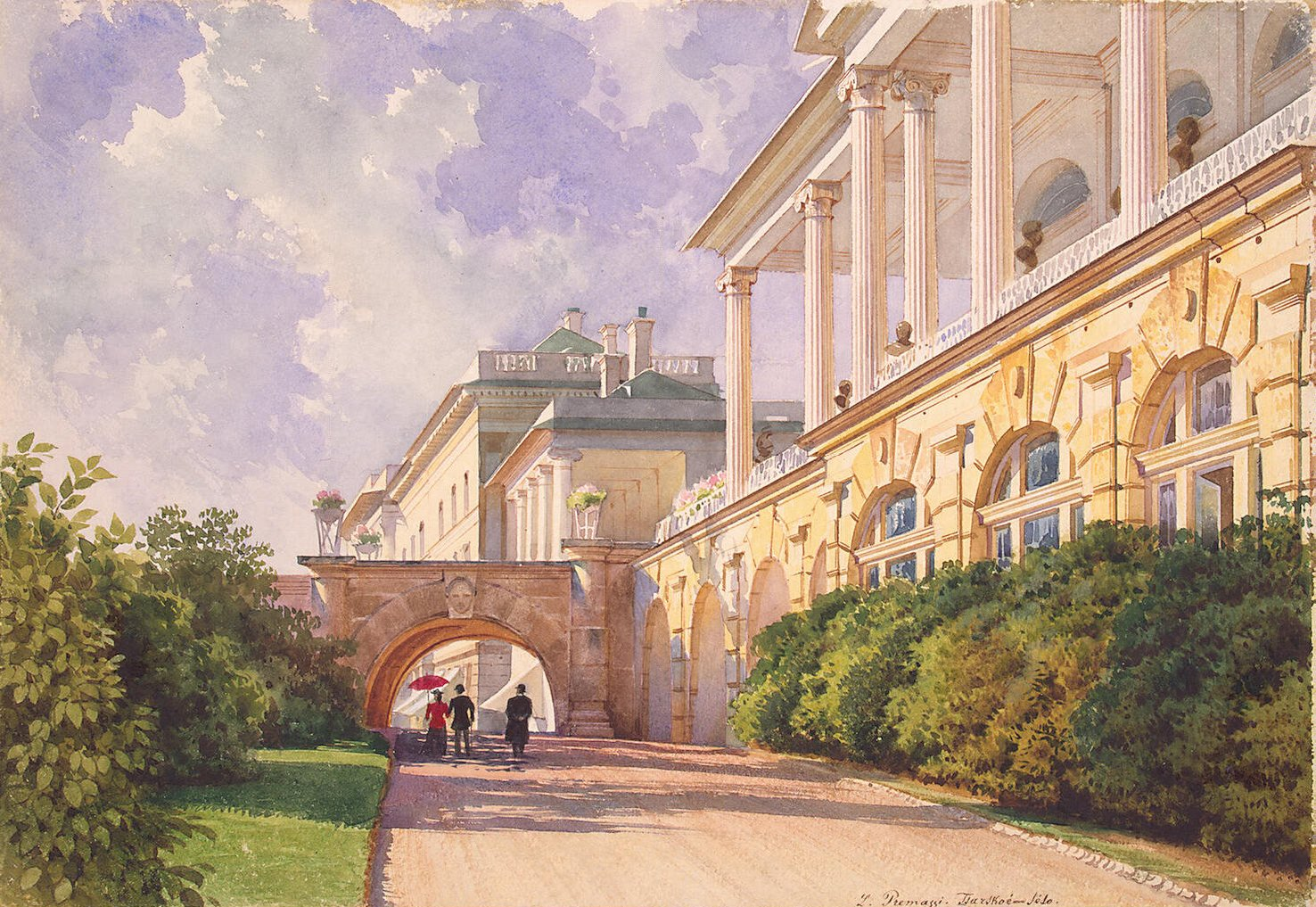
キャメロン・ギャラリーにあるエカテリーナ宮殿の風景; Luigi Premazziによる水彩で描かれたツァールスコエ・セロー、1855年

1811年に、アレクサンドル1世はツァールスコエ・セロー・リツェイ（学習院）を、エカテリーナ宮殿の隣に開いた。 1817年に卒業した最初の生徒のなかには、アレクサンドル・プーシキンやアレクサンドル・ゴルチャコフなどがいた。また、ミハイル・サルトィコフ＝シチェドリン、ニコライ・ダニレフスキーもリツェイで学んでいる。
ツァールスコエ・セローの文学的伝統は、アンナ・アフマートヴァやインノケンティー・アンネンスキーなどの偉大な詩人によって、20世紀まで続けられた。
ツァールスコエ・セローとサンクトペテルブルクの間には、ロシア初の鉄道が1837年に開業しており、プーシキン方面の列車のターミナルであるサンクトペテルブルクのヴィチェプスク駅（ベラルーシのヴィチェプスクに由来）は帝政時代はツァールスコエ・セロー駅（Царскосельский вокзал）と呼ばれていた。鉄道ができたものの、町は19世紀の工業化に消えてしまった。これは1917年に置かれた政府のラジオ局によって知られている。この年の春、ニコライ2世は彼のお気に入りの宮殿であるアレクサンドロフスキー宮殿に軟禁された。
1918年、町はBolsheviksからヂェーツコエ・セロー（Детское Село、子供の町の意）へと改められ、1937年にはアレクサンドル・プーシキンの死後100年を記念してプーシキン（Пушкин）へと改められた。
1941年9月17日、プーシキンの町はドイツに支配され、有名な琥珀の間を含む多くの歴史的な遺跡や建築物が壊され略奪されたが、ソビエト赤軍は1944年1月24日にこの地を解放した。戦争後、ツァールスコエ・セローの再興が始まり、エカテリーナ宮殿の多くの部屋が修復されたが、教会やアレクサンドロフスキー宮殿に関しては、未だ進行中である。

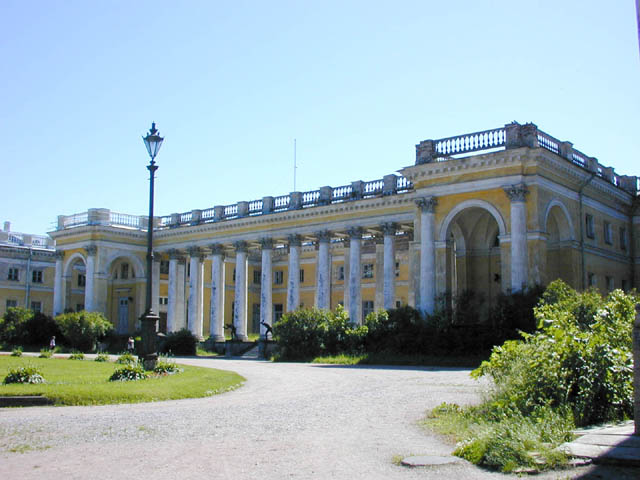
アレクサンドロフスキー宮殿